# Paul Rée
Paul Ludwig Karl Heinrich Rée, né le 21 novembre 1849 à Neu Bartelshagen, arrondissement de Franzburg-Barth, province de Poméranie et mort le 28 octobre 1901 à Celerina, Suisse, est un philosophe et médecin allemand.

## Biographie
Paul Rée est le second fils d'un propriétaire terrien juif originaire de Hambourg. Après une scolarité difficile en raison de problèmes de santé, il obtient l'Abitur en 1868 au lycée Joachim Faller de Berlin. Dès cette époque, son intérêt le pousse vers la philosophie morale, mais son père lui impose des études de droit, qu'il suit à l'université de Leipzig. En 1870, alors qu'il effectue son année de volontariat, il est mobilisé et se retrouve parmi les troupes immédiatement engagées au feu. Blessé dès les premiers combats, à la bataille de Saint-Privat (18 août), il rentre cependant rapidement en Allemagne, où il reprend d'abord ses études de droit, avant de se tourner très vite vers la philosophie.
En mai 1873, alors qu'il rend une visite prolongée à Heinrich Romundt à Bâle, où celui-ci vient d'être nommé privat-docent de philosophie pour le semestre d'été, il fait la connaissance d'un jeune professeur de philologie classique avec lequel Romundt est lié depuis leurs études communes à Leipzig : Friedrich Nietzsche. Celui-ci, alors en pleine rédaction de sa première Considération inactuelle contre David Strauss, apprécie d'emblée la finesse de son intelligence et sa prédilection pour la pensée moraliste. Rée, quant à lui, nourrit à l'égard de son aîné une profonde admiration et il lui semble dans un premier temps ne ressentir pour lui qu'un « amour malheureux ». L'échange de lettres qui suit la publication des Observations psychologiques en 1875 lui permet de recevoir "l'approbation" de Nietzsche et aux deux hommes de reconnaître enfin leur amitié. En octobre 1876, après avoir assisté au premier festival de Bayreuth, ils font un séjour ensemble à Bex, avant de prendre la route de Sorrente, où ils passent l'hiver en compagnie de Malwida von Meysenbug et d'Albert Brenner, un jeune élève de Nietzsche qui souffrait d'une affection pulmonaire. Malwida est touchée par la sollicitude que Rée ne cesse de lui témoigner pendant tout le séjour et ressent pour lui « la sympathie la plus profonde ». Ces quelques mois riches en conversations et en lectures, mais également en promenades et en excursions au milieu de paysages grandioses, se révèlent particulièrement fructueux sur le plan intellectuel : à Sorrente, Rée commence son essai sur L'origine des sentiments moraux et Nietzsche écrit une grande partie des aphorismes d'Humain, trop humain, dans lesquels ses amis schopenhaueriens dénoncent l'influence (selon eux néfaste) de Paul Rée. La publication des deux ouvrages (dès 1877 pour celui de Rée, précédant d'un an celui de Nietzsche) est l'occasion de nouveaux échanges intellectuels entre les deux amis, que la maladie tient éloignés l'un de l'autre pendant plusieurs années, hormis de brèves retrouvailles à Leipzig en avril 1878 et un séjour de Rée à Naumbourg, chez la mère de Nietzsche, en janvier 1880, au moment où une crise très forte de la maladie de Nietzsche laisse penser à une mort prochaine.
Grâce à L'Origine des sentiments moraux, Rée est promu docteur en philosophie par l'université de Halle. Après avoir essuyé un refus de titularisation de la part des professeurs de philosophie hégéliens de l'université d'Iéna, effrayés et scandalisés par ses livres, Paul Rée abandonne cependant peu à peu l'espoir de faire une carrière universitaire et se retire pendant plusieurs années dans la propriété familiale de Stibbe bei Tütz, en Prusse-Occidentale, se consacrant alors pleinement à la rédaction de La Genèse de la conscience morale.
En février 1882, ayant retrouvé la santé, il rend visite à Nietzsche à Gênes, où les deux amis ont l'occasion d'assister à plusieurs représentations de la Dame aux camélias de Dumas fils avec Sarah Bernhardt dans le rôle-titre, puis, répondant à l'invitation de Malwida von Meysenbug, il poursuit le 14 mars sa route vers Rome – non sans avoir entre-temps perdu tout l'argent qu'il a sur lui au casino de Monte-Carlo. C'est alors, le soir même de son arrivée chez Malwida, qu'il fait la connaissance d'une "jeune Russe" qui attire immédiatement son attention : Louise von Salomé. Celle-ci, animée d'un farouche esprit d'indépendance, est venue à Rome séjourner auprès de l'auteur des Mémoires d'une idéaliste pour y suivre en quelque sorte son enseignement de femme libre. Tombant immédiatement sous le charme de la jeune fille, Paul Rée ne tarde pas, quelques jours plus tard, à la demander en mariage. Lou saisit alors cette occasion pour lui affirmer son "besoin tout à fait effréné de liberté" et sa ferme volonté de ne pas s'engager dans la voie du mariage. En outre, elle lui présente un projet de vie commune, vouée totalement aux travaux intellectuels – qui n’est peut-être pas sans remémorer à Paul Rée l'ancienne idée de "cloître pour esprit libre" que Nietzsche et Malwida ont évoquée jadis à Sorrente. Un mois plus tard, Nietzsche, dont la curiosité pour cet "être extraordinaire" a été éveillée par Paul Rée et par Malwida, survient à l'improviste – de retour d'un séjour à Messine, d'où le sirocco l'a chassé au bout d'un mois – et accepte d'emblée le projet de Lou von Salomé, y trouvant l'espoir de sortir de la solitude de plus en plus grande dans laquelle il se trouve. Quelques jours après, tous trois prennent le chemin du retour, sur lequel ils se ménagent des étapes : sur les rives du lac d'Orta d'abord, dans le Nord de l'Italie, puis à Lucerne, où Nietzsche a l'idée d'immortaliser en quelque sorte leur "Trinité" en mettant malicieusement en scène la fameuse photographie reproduite sur cette page. Puis ils se séparent provisoirement, avec le projet de passer l'hiver ensemble, à Vienne ou à Paris. L'impossibilité pour Nietzsche d'accepter totalement que sa relation avec Lou reste simplement amicale et intellectuelle rend cependant illusoire une telle idée de vie commune. En outre, Nietzsche peut constater, lors de la dernière occasion qu'il a, à Leipzig en octobre-novembre, de revoir Lou et Rée, que les liens entre ces derniers se sont entre-temps (au cours des séjours de Lou à la propriété familiale des Rée à Stibbe) considérablement resserrés et créent désormais une distance entre eux et lui. Le 15 novembre, il quitte Leipzig pour retourner dans sa solitude d'ermite, écrasé par un sentiment de désespoir dont il ne commence à se libérer que plusieurs mois plus tard, en écrivant la première partie de Zarathoustra.
Paul Rée et Lou s'installent alors ensemble à Berlin et réalisent avec succès le rêve de communauté intellectuelle cher à Lou. Très vite, ils savent s'entourer d'un groupe d'universitaires, parmi lesquels l'historien de la littérature Georg Brandes, l'historien Hans Delbrück, l'indologue Paul Deussen, le psychologue Hermann Ebbinghaus, le pédagogue Rudolf Lehmann, le géologue et explorateur Paul Güssfeldt et le sinologue Wilhelm Grube, qui peu à peu s'adjoignent au petit cercle philosophique que Lou et Rée forment dès 1882 avec les amis de Rée, Heinrich Romundt, Ferdinand Tönnies et Heinrich von Stein.
Leur vie commune prend fin cependant lorsque, après l'échec de sa dernière tentative pour obtenir un poste à l'université et la publication de sa Genèse de la conscience morale, Paul Rée décide, à l'automne 1885, de commencer des études de médecine. Quelques mois après les fiançailles de Lou avec l'orientaliste Friedrich Carl Andreas, en novembre 1886, il rompt toute relation avec elle et part terminer ses études à Munich, où il reçoit, en 1890, ses diplômes de médecine. Pendant les dix années suivantes, il prodigue ses soins désintéressés aux paysans vivant sur le vaste domaine que son frère possède à Stibbe. Lorsque celui-ci abandonne Stibbe, en 1900, Rée part pour l'Engadine et s'installe à Celerina, apportant infatigablement, au cours de longues, et parfois périlleuses, marches, une assistance médicale aux populations montagnardes, qui ne tardent pas à le considérer comme une sorte de saint.
Le 28 octobre 1901, s'étant engagé sur un glacis au sommet d'une paroi rocheuse plongeant tout droit dans l'Inn, il glisse, tombe et se noie dans le fleuve. Un travailleur, qui a vu la scène de la rive opposée, retire le corps des flots.
C'est là, à Celerina, que Rée est enterré.

## Œuvres
- Psychologische Beobachtungen (Observations psychologiques), 1875
- Der Ursprung der moralischen Empfindungen (L'Origine des sentiments moraux), 1877 ; trad. fr. De l'origine des sentiments moraux, Édition critique établie par Paul-Laurent Assoun, Paris, Presses universitaires de France, 1982.
- Die Entstehung des Gewissens (La Genèse de la conscience morale), 1885
- Die Illusion der Willensfreiheit (L'illusion du libre arbitre), 1885

### Correspondance
- Friedrich Nietzsche, Paul Rée, Lou von Salomé, Correspondance. Édition établie par Ernst Pfeiffer. Traduit par Ole Hansen-Love et Jean Lacoste. Presses universitaires de France, 1979.

## Filmographie
- Liliana Cavani, Au-delà du bien et du mal, film, 1977. Biographie romancée.
- Lou Andreas-Salomé